# Francisco Beltrão
Francisco Beltrão là một đô thị thuộc bang Paraná, Brasil. Đô thị này có diện tích 734,988 km², dân số năm 2007 là 75517 người, mật độ 102,8 người/km².